# Nackenheim
Nackenheim település Németországban, Rajna-vidék-Pfalz tartományban. Lakosainak száma 5650 fő (2023. december 31.).

## Népesség
A település népességének változása:
| Lakosok száma | 3448 | 5760 | 5725 | 5644 | 5686 | 5650 |
|               | 1975 | 2017 | 2019 | 2021 | 2022 | 2023 |